# Maja Lundbäck
Maja Lundbäck, född Vestin 2 november 1906 i Gudmundrå socken, död 24 november 1980 i Stockholm, var en svensk textilkonstnär. Hon var 1933–1941 gift med vissångaren Vilhelm Julinder och från 1941 gift med agronomen Sven Vilhelm Lundbäck.
Maja Lundbäck var dotter till komministern Johan Petter Vestin. Efter skolgång i Härnösand blev hon elev vid Tekniska skolans konstindustriella avdelning varifrån hon utexaminerades 1927. Mellan 1927 och 1931 var Lundbäck anställd vid Östergötlands hemslöjdsförening i Linköping och 1931–1937 vid Svensk hemslöjd i Stockholm. Hon var 1937–1947 direktör i Hemslöjdsförbundet för Sverige, 1947–1969 facklärare vid Konstfackskolan i Stockholm och från 1960 ordförande i Konstfackskolans lärarsällskap.
Som textilkonstnär gjorde hon flera betydelsefulla kompositioner, bland annat väggtextilen Gyllene rågfält i Engelbrektskyrkan och väggtextilen Tidevarv i Hjorthagens kyrkas församlingshem. Hon författade även handböcker i textilteknik och skapade mönsterblad för hemslöjden. Lundbäck organiserade även flera betydande textilutställningar, bland annat i Liljevalchs konsthall 1937 och 1948 samt i New York 1939.